# Epamera hemicyanus
Epamera hemicyanus är en fjärilsart som beskrevs av Sharpe 1904. Epamera hemicyanus ingår i släktet Epamera och familjen juvelvingar. Inga underarter finns listade i Catalogue of Life.